# Xylopia katangensis
Xylopia katangensis De Wild. – gatunek rośliny z rodziny flaszowcowatych (Annonaceae Juss.). Występuje naturalnie w południowo-wschodniej części Demokratycznej Republiki Konga oraz w Zambii. 

## Morfologia
PokrójZimozielone drzewo dorastające do 10–25 m wysokości. Gałęzie mają brązowopurpurową barwę. Młode pędy są owłosione.
LiścieMają kształt od lancetowatego lub podłużnie eliptycznego do owalnego. Mierzą 5–10,5 cm długości oraz 2–4 szerokości. Są owłosione od spodu. Nasada liścia jest klinowa lub zaokrąglona. Wierzchołek jest ostry lub krótko spiczasty. Ogonek liściowy jest mniej lub bardziej owłosiony i dorasta do 5–9 cm długości.
KwiatySą pojedyncze lub zebrane po 2–12 w gronach. Rozwijają się w kątach pędów. Działki kielicha są zielone, owłosione, mają owalnie trójkątny kształt i dorastają do 1–2 mm długości. Płatki są kremowe lub żółtozielonkawe. Mają liniowy kształt i dorastają do 2–4,5 cm długości. Są owłosione, prawie takie same. Płatki wewnętrzne mają purpurową barwę. Słupków jest do 4 do 6. Są owłosione i mierzą 4 mm długości.
OwoceZłożone z 3–6 zielonożółtawych rozłupni. Mają kształt od odwrotnie jajowatego do cylindrycznego. Osiągają 2–4 cm długości oraz 1,5–2 cm średnicy.

## Biologia i ekologia
Rośnie w lasach i na brzegach jezior. Występuje na wysokości od 700 do 1500 m n.p.m.